# Jan Fields
Jan Fields é uma executiva de negócios estadunidense, oradora e defensora do desenvolvimento da carreira das mulheres. Ela era a presidente do McDonald's EUA. Ela foi reconhecida pela revista Forbes em 2012 como uma das mulheres mais poderosas nos negócios.

## Carreira
Fields começou sua carreira como membro da equipe de um restaurante McDonald's, em 1978, e subiu na organização através da cadeia de gestão. Ela atuou como presidente e vice-presidente sênior da Divisão Central do McDonald's, vice-presidente sênior da antiga Divisão Sudeste e vice-presidente regional da região de Pittsburgh. Em 2006, ela foi nomeada Vice-Presidente Executiva e Diretora de Operações do McDonald's USA. Ela foi nomeada presidente do McDonald's EUA, em 2010, onde foi responsável pela direção estratégica e pelos resultados gerais de negócios dos 14.000 restaurantes do McDonald's nos Estados Unidos.
Após 34 anos na empresa, Fields deixou o McDonald's em 1º de dezembro de 2012. Fields atua nos conselhos de Chico's FAS Inc., Taubman Centers Inc., Welbilt Inc., e Ronald McDonald House Charities. Ela atuou anteriormente no conselho da Monsanto. Ela também é membro da Diretoria Corporativa de Mulheres. Anteriormente, ela atuou no conselho do The Field Museum, o conselho consultivo da Catalyst, uma importante organização de mulheres, e presidiu o conselho da United Cerebral Palsy.